# Yoon Sang Best
《Yoon Sang Best》는 윤상의 베스트 음반이다. 1990년 발표된 《1집》부터 2000년 발표된 3집 《CLICHÈ》까지의 히트곡으로 구성되어 있다.
마지막 트랙 <여름밤의 꿈>은 윤상이 故김현식에게 줬던 곡으로 편곡되어 실렸다.

## 수록곡
1. 이별의 그늘
2. 한걸음 더
3. 행복을 기다리며
4. 가려진 시간 사이로
5. 넌 쉽게 말했지만
6. 너에게
7. 나의 꿈속에서
8. 새벽
9. 후회
10. 배반
11. 달리기
12. 마지막 거짓말
13. 악몽
14. 사랑이란
15. 바람에게
16. Back To The Real Life
17. 여름밤의 꿈